# 쏘울 크리에이티브
쏘울 크리에이티브는 2008년 창립한 애니메이션 제작사이다. 2008년 폐업한 서울무비의 주요 인원들이 설립하였다. 티니 와일드 제작 시작으로 꾸준히 애니메이션을 제작하고 있다.

## 제작 애니메이션

### KBS
- 티니 와일드(2010)
- 빨간 자전거(2013~2015)
- 별별가족(2015~2016)
- 반지의 비밀일기(2017)
- 인앱(2021) 스토리보드 제작협력(21 ~ 28화)
- 주디세이(2021) 제작협력
- 브레드와 윌크의 세계여행(2022) 제작협력
- 브레드와 윌크의 세계여행(2023) 파트2 제작협력
- 꼬마공룡 크앙 (2022)
- 크앙과 게임해요 (2023)
- 다이노 파워즈 파트2 스토리보드 제작협력 (27~52화)
- 다이노 파워즈 파트3 스토리보드 제작협력 (53~84화)
- 다이노 파워즈 파트4 스토리보드 제작협력 (85~) 방영중
- 마카앤로니3 애니메이션 협력(1~26화)
- 라이즈맨(2024) 스토리보드 제작협력 방영중
- 지구의 주인은 고양이다(2025) 방영중

### 타사
- 꼬미마녀 라라 (2023) 제작협력
- 뱀파이어 소녀 달자(2022)
- 도깨비언덕에 왜 왔니?(2021)
- 뿡뿡빵빵 부부맨 제작지원

- 한국사 대모험 공동제작
- 세계사 대모험 공동제작

### 영화 배급
- 안녕, 전우치! 도술로봇 대결전(극장 만화)(2015)
- 을식이는 재수 없어(극장 만화)(2016)